# تلئوسور
تلئوسور (نام علمی: Teleosaurus) نام یک سرده از دریاسوسماران است.